# Reno Kiilerich
Reno Hilligsø Kiilerich (ur. 21 października 1976) – duński perkusista. Kiilerich współpracował z takimi zespołami jak: Panzerchrist, Exmortem, ChthoniC, Vile, Old Man’s Child, Hate Eternal, Dew-Scented czy Human Erupt. W 2004 roku grał na koncertach z norweską grupą Dimmu Borgir jako muzyk sesyjny.

## Nagrody i wyróżnienia
- Tytuł fastest feet in the world w konkursie NAMM[7]